# Daniel August Kruhs
Daniel August Kruhs, född den 27 juli 1839 i Falun, död den 17 januari 1920 i Stockholm, var en svensk översättare och författare.
Kruhs blev 1861 student och 1864 filosofie kandidat vid Uppsala universitet. Han var anställd i Kungliga järnvägsstyrelsen, varifrån han 1904 som förste aktuarie tog avsked. Kruhs översatte ett antal av Heinrich Heines Dikter (Fritze, 1877) och Byrons Riddar Harolds vallfärd (Fritze, 1882) och skrev därtill själv Känslosamma utflykter i träskor (1895). Han var bror till Karl Kruhs. De är gravsatta på Norra begravningsplatsen utanför Stockholm.